# Dolichopus phyllocerus
Dolichopus phyllocerus är en tvåvingeart som beskrevs av John Richard Vockeroth 1962. Dolichopus phyllocerus ingår i släktet Dolichopus och familjen styltflugor.
Artens utbredningsområde är North Carolina. Inga underarter finns listade i Catalogue of Life.